# Quartz Pebble Hill
Quartz Pebble Hill är en kulle i Antarktis. Den ligger i Västantarktis. Inget land gör anspråk på området. Toppen på Quartz Pebble Hill är 2 251 meter över havet.
Terrängen runt Quartz Pebble Hill är huvudsakligen kuperad, men norrut är den platt. Trakten är obefolkad. Det finns inga samhällen i närheten. 